# Akcja Polowanie

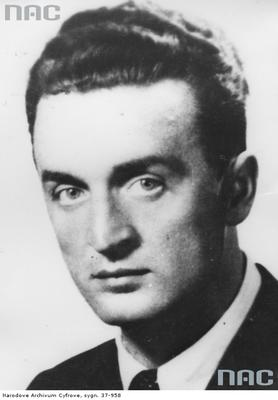
Tadeusz Gaworski „Tadziunio”, zastępca szefa akcji

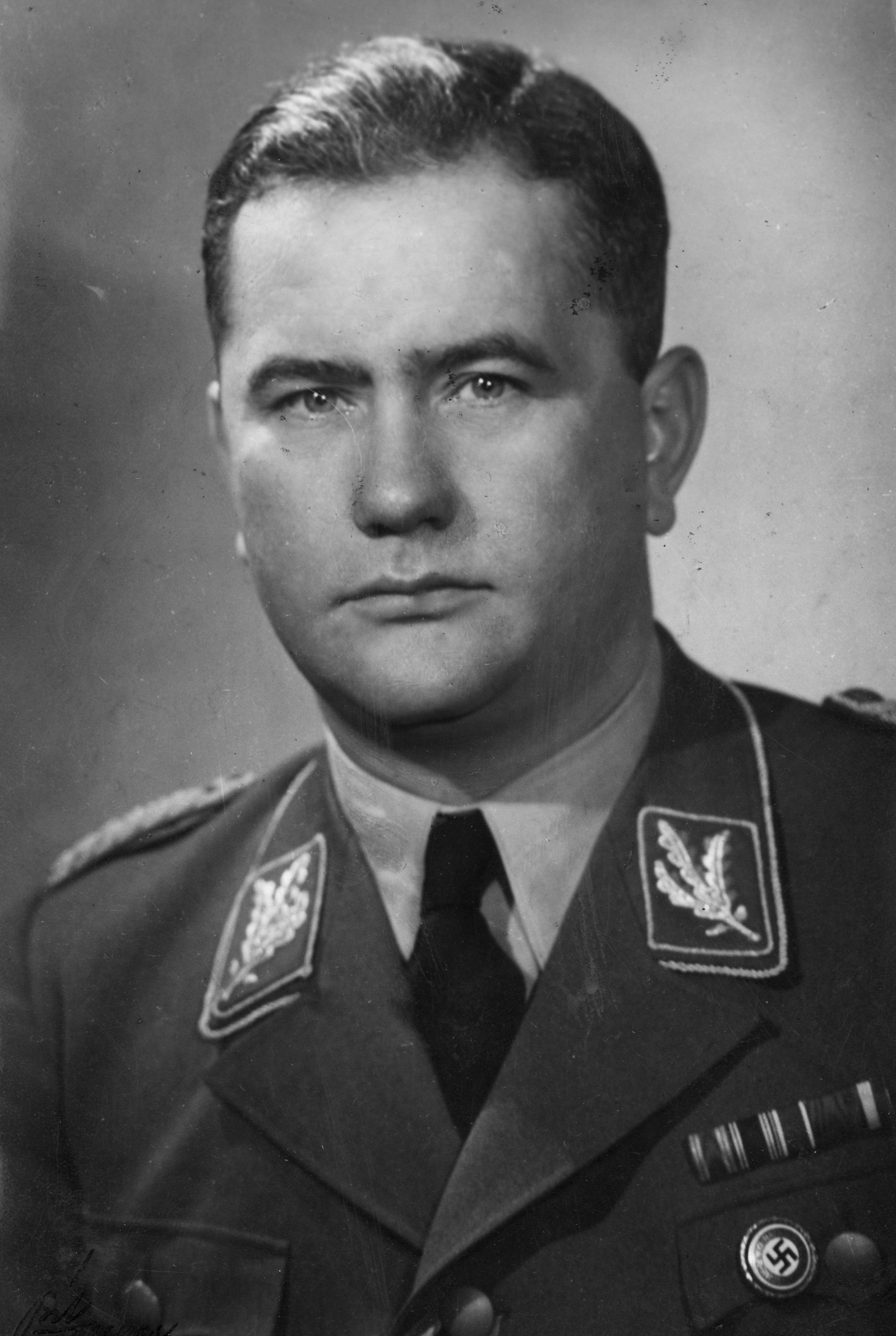
Ludwig Fischer, w okresie 1939-1945 gubernator dystryktu warszawskiego Generalnego Gubernatorstwa, cel zamachu

Akcja Polowanie – nieudany zamach Armii Krajowej na gubernatora okupowanej Warszawy Ludwiga Fischera, przeprowadzony w czasie II wojny światowej 8 stycznia 1944 roku w Warszawie    .

## Historia
Akcja została zarządzona przez Kierownictwo Walki Podziemnej i wykonana przez Batalion „Zośka” w ramach tzw. akcji Główki, szerszej operacji mającej na celu eliminację funkcjonariuszy niemieckiego aparatu terroru w okupowanej Polsce, w odwecie za zbrodnie na ludności cywilnej oraz na członkach podziemia .
Celem zamachu był okupacyjny gubernator dystryktu warszawskiego Ludwig Fischer, którego nazwisko znajdowało się na pierwszym miejscu listy celów akcji Główki . W połowie grudnia 1943 wywiad AK przekazał do Kedywu meldunek o cyklicznie odbywających się w pobliżu Mieni polowaniach okupacyjnych dygnitarzy. Brali w nich udział (oprócz Fischera) m.in. starosta warszawski, Ludwig Leist, dowódca SS, Franz Kutschera, komendant Sipo, Ludwig Hahn i inni. Na szefa akcji wyznaczono oficera z oddziału Deska 81, porucznika Bronisława Gruna „Szyba” („Gingera”), który ustalił miejsce ataku: zalesiony odcinek szosy Warszawa – Siedlce, pomiędzy Wawrem, a jednym ze wzgórz w Starej Miłosnej, niedaleko od leśniczówki Delmatyńskich. Niemcy tamtędy właśnie wracali z łowów, będąc najczęściej w stanie nietrzeźwym po libacji kończącej polowania. Zastępcami „Szyby” byli porucznik Tadeusz Gaworski „Tadziunio” oraz plutonowy Andrzej Łukowski „Blondyn”. Obserwatorem z ramienia Kedywu był kapitan Jan Kajus Andrzejewski „Jan”.
W akcji łącznie brało udział czterdziestu ludzi uzbrojonych w 1 ckm, 1 rkm, 22 pistolety maszynowe oraz dużą ilość broni mniejszego kalibru i granatów. W stosunku do innych podobnych akcji była ona wyjątkowo dobrze zaopatrzona w środki ogniowe. W momencie przejazdu kolumny pojazdów przez wyznaczony punkt członkowie patrolu nr 4 nie wytrzymali presji i przedwcześnie zaatakowali jadący z prędkością około 60-80 km/h konwój niemieckich aut, w którym jechał Ludwig Fischer. Pomiędzy Niemcami a Polakami wywiązała się strzelanina, w wyniku której ranionych zostało dziewięciu Niemców, wśród nich szef Schupo, Krieger, któremu później amputowano nogę, oraz szef aprowizacji dystryktu warszawskiego – Krecker. Ciężko ranni został też sierżant Schneider i volksdeutsch Nowak, którzy znajdowali się w najbardziej zniszczonym samochodzie Leista. Auto, którym jechał Fischer był głównym celem zamachowców, jednak gubernatorowi udało się uciec, uchodząc z życiem . Wśród Polaków był jeden ranny. Wszystkie samochody przeznaczono do kasacji.
Bezpośrednio po akcji żołnierze AK wycofali się w kierunku Rembertowa, a mniejsza część do Międzylesia. Ludzie Bolesława Kontryma „Żmudzina” udali się przez Gocławek na Grochów. Akcja zakończyła się niepowodzeniem, jednak niektóre jej skutki były korzystne dla strony polskiej. Bezpośrednią konsekwencją akcji było zasianie strachu u wroga i ograniczenie przejazdów Kutschery tylko do 140-metrowego odcinka Alei Ujazdowskich z mieszkania do pracy. Przed siedzibą Leista wybudowano betonową budkę dla strażników.